# Errol Musk

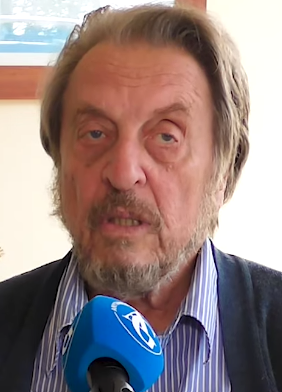
Errol Musk

Errol Graham Musk (* 1946 in Pretoria) ist ein südafrikanischer Ingenieur, der als Geschäftsmann und Kommunalpolitiker tätig war. Er wurde als Vater des Unternehmers Elon Musk bekannt.

## Leben und Wirken

### Werdegang
Errol Musk ist Sohn des südafrikanischen Armee-Sergeants Walter Musk und der aus England stammenden Cora Musk, geborene Robinson.:42 Seine Matric erhielt er an der Clapham High School in Pretoria. Danach studierte er Elektromechanik an der University of Pretoria. Als Elektromechaniker arbeitete er in der Bauwirtschaft.:38 1972 wurde er Mitglied des Stadtrates von Pretoria. 1986 tauschte er in Sambia sein Privatflugzeug gegen Anteile an den Erträgen einer Smaragdmine. Daraufhin betrieb er einige Jahre lang illegalen Smaragdhandel. Musk selbst behauptet, dass er Anteile an dem Minenbetrieb besaß, was jedoch bezweifelt wird.:12f
Durch Biografien seines Sohns Elon Musk und durch Auftritte in Dokumentationen über denselben, neben weiterer medialer Berichterstattung, wurde Errol Musk weltweit bekannt.

### Privatleben
1970 heiratete Musk Maye Haldeman,:38 mit der er die drei Kinder Elon, Kimbal und Tosca bekam. 1979 wurde die Ehe geschieden. Später heiratete er Heide Bezuidenhout und bekam mit ihr zwei weitere Kinder. Danach zeugte er noch zwei Kinder mit seiner Stieftochter Jana Bezuidenhout. 1998 erschoss er in seinem Haus laut eigener Aussage drei Einbrecher.
Errol Musk besaß und flog zeitweise eine Cessna 421 „Golden Eagle“.:12 Nach eigener Aussage besaß er auch mehrere Jachten.

## Ansichten
Musk erklärte, dass er das Apartheid-Rassentrennungssystem damals ablehnte und der Progressiven Föderalen Partei beitrat, diese jedoch verließ. Als Grund gab er an, er habe das Prinzip „eine Person, eine Stimme“ nicht unterstützt. Stattdessen befürwortete er getrennte Parlamente für Weiße und Schwarze. 2022 schrieb er in einer E-Mail an seinen Sohn Elon über schwarze Politiker in Südafrika: „Ohne Weiße hier würden die Schwarzen zurück auf die Bäume gehen.“ Den US-Präsidenten Joe Biden nannte er einen „fanatischen kriminellen Pädophilen“, Wladimir Putin sei hingegen zu respektieren.:469
Seinen Sohn Elon bezeichnete Errol Musk als „brillianten Ingenieur“. Später bezichtigte er ihn, ein Lügner zu sein. Zudem sagte er, Elon sei „gefährlich für faule und nutzlose Menschen“. Zum Thema Kindererziehung sagte er: „Wenn deine Kinder dich nie gehasst haben, warst du nie wirklich ein Vater“.

## Kritik
Errol Musks Mutter nannte ihren Sohn laut dessen eigener Aussage „skrupellos“. Seine frühere Frau Maye warf ihm öffentlich Missbrauch und häusliche Gewalt vor, was er bestreitet.:19 Seine Söhne Elon und Kimbal erklärten, er habe sie „mentaler Folter“ unterzogen; seine Tochter Tosca nannte ihn „verbal missbräuchlich und von Fantasien und Verschwörungstheorien besessen“.:4,34,36 Der Biograph Walter Isaacson bezeichnete Errol Musk als „Abenteurer“ und als „boshaften und charismatischen Fantasten“.:3,12